# IC 1622
IC 1622 је спирална галаксија у сазвјежђу Кит која се налази на листи објеката дубоког неба у Индекс каталогу.
Деклинација објекта је - 17° 32' 19" а ректасцензија 1h 7m 36,6s. Привидна величина (магнитуда) објекта IC 1622 износи 13,7 а фотографска магнитуда 14,6. IC 1622 је још познат и под ознакама ESO 541-22, MCG -3-4-1, PGC 3997.